# Discrete Mathematics & Theoretical Computer Science
Discrete Mathematics & Theoretical Computer Science est une revue scientifique électronique en libre accès (édition scientifique), à comité de lecture et évaluation par les pairs, couvrant les mathématiques discrètes et l'informatique théorique. La revue a été créée en 1997 par Daniel Krob, alors à l'université Paris-Diderot. Depuis 2001, le rédacteur en chef est Jens Gustedt, directeur de recherche à l’Inria Nancy - Grand Est.  Depuis 2016, DMTCS est édité par episciences et adhère au 
Free Journal Network

## Thèmes
Les articles sont classés par rubriques, qui sont :
- Algorithmes discrets
- Analyse des algorithmes
- Automates, logique et sémantique
- Combinatoire
- Informatique distribuée et réseaux
- Théorie des graphes

Les articles proposés à publication sont évalués par les pairs ; chaque article est évalué par au moins deux rapporteurs. La publication est rapide, une fois le manuscrit final accepté et déposé sur le serveur.
La revue publie un volume annuel, composé d'un nombre variable de numéros.

## Résumés et indexation
Les articles du journal sont résumés et indexés par Mathematical Reviews et Science Citation Index Expanded,  DBLP et zentralblatt MATH. D'après le Journal Citation Reports, le journal a en 2011 un facteur d'impact de 0,465. D'après Bioxbio, le facteur d'impact en 2016 est de 0,723.
Le journal figure dans le Directory of Open Access Journals.